# Plasmolyse

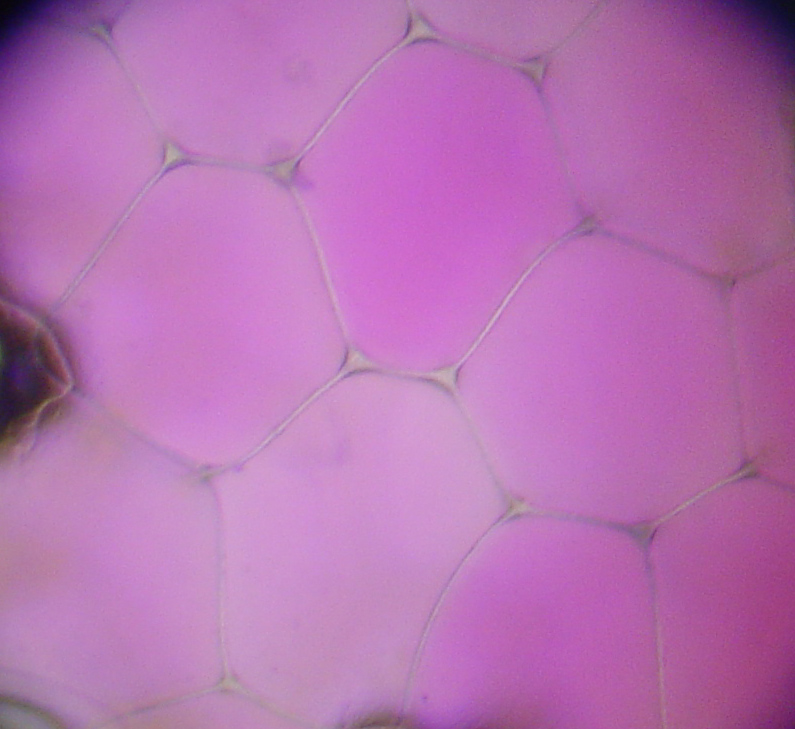
Cel van Tradescantia spathacea voor plasmolyse...

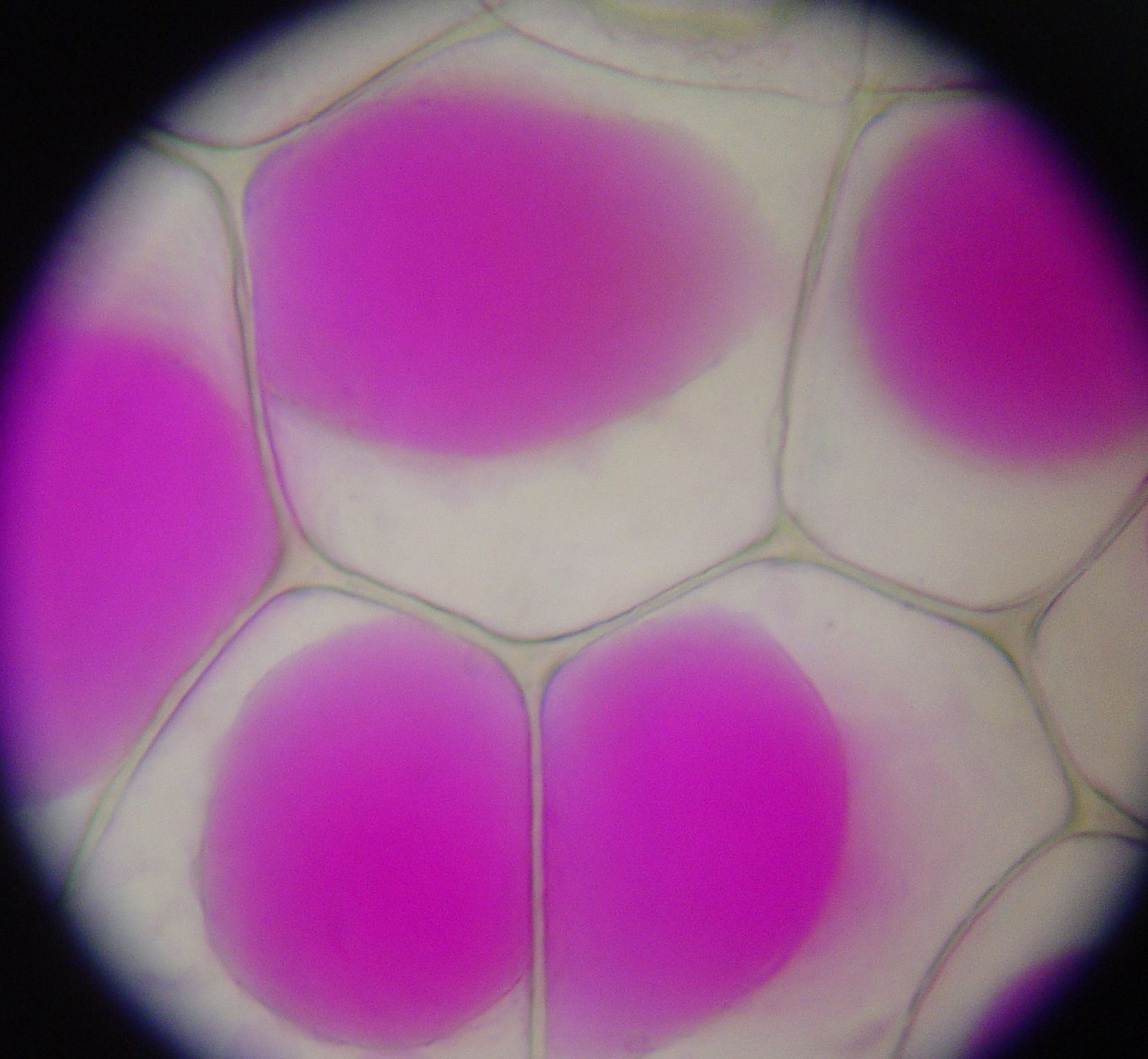
...en daarna.

Plasmolyse is het loslaten van het celmembraan van de celwand. Dit gebeurt als een cel veel water verliest door osmose of verdamping. Plasmolyse kan alleen plaatsvinden bij cellen met een celwand, zoals bij planten, schimmels en bacteriën.
De cellen verliezen water als de osmotische waarde van de omgeving van de cel hoger is dan van de cel zelf. Op een gegeven moment zal de druk van de celwand (wanddruk) nul zijn (men spreekt van grensplasmolyse). De wand kan niet verder inkrimpen. Verliest de cel nog meer water, dan zal het volume van de cel nog wel verder kunnen afnemen. Als de cel gedurende langere tijd geplasmolyseerd blijft, sterft ze. Bij conservering van voedsel wordt hiervan gebruikgemaakt, als men door middel van suiker of zout de osmotische waarde van het voedsel verhoogt. Schimmels en bacteriën plasmolyseren dan.
Tegenovergesteld aan plasmolyse is turgor, als de omgeving een lagere osmotische waarde heeft en de cel veel water opneemt. De cel zwelt op en drukt tegen de celwand, dit verleent de cel zijn stevigheid. Wanneer de wanddruk gelijk is aan de turgordruk, is de cel turgescent.
Bij cellen zonder celwand, zoals dierlijke cellen, zullen de cellen door de druk barsten wegens het ontbreken van een celwand.

Plasmolyse in een plantencel